# Metal (API)
Vous pouvez partager vos connaissances en l’améliorant (comment ?) selon les recommandations des projets correspondants.
Metal est une API bas niveau d'accélération graphique 3D développée par Apple, introduit avec iOS 8. Metal propose des fonctions similaires à OpenGL et OpenCL au sein d'une seule et même API. Proposant un faible overhead, elle vise à apporter à iOS, macOS et tvOS des performances similaires à d'autres APIs comme Vulkan et DirectX 12.
Metal est un API orienté objet pouvant être programmé en Swift ou Objective-C.